# Stéphane Servain
Stéphane Servais, dit Servain (né en 1970), est un dessinateur de bande dessinée français spécialisé dans la bande dessinée de genre (science-fiction, fantastique, policier).

## Biographie
Après une jeunesse passée dans les Hautes-Alpes, Stéphane Servais s'inscrit « sur un coup de tête » aux Beaux-Arts d'Angoulême, où il participe activement à l'atelier bande dessinée. C'est dans ce contexte qu'intervient en 1991 sa première publication, un récit court dans le collectif Les Enfants du Nil dirigé par ses enseignants d'Angoulême et publié par Delcourt. Dès cette époque, il choisit de signer Servain pour éviter la confusion avec l'auteur belge reconnu Servais.
En 1993 et 1994, Delcourt publie les deux volumes de sa première série, Le Traque mémoire, le polar de science-fiction écrit par Christophe Gibelin. Après son service militaire, il fonde à Angoulême en 1994 l'Atelier Entropie avec Thierry Robin, Pierre-Yves Gabrion et Bertrand Antigny, où il se lance avec le scénariste Luc Brunschwig dans sa série suivante : L'Esprit de Warren, toujours publiée chez Delcourt.
En 2000, il participe à l'album L'Or des fous (coffret comprenant un album CD de Bernard Lavilliers couplé à un album bédé) .
Après trois volumes de Warren publiés entre 1996 et 1998, Servain collabore avec Serge Le Tendre sur le diptyque futuriste L'Histoire de Siloë, dont les deux tomes sortent en 2000 et 2003. C'est la première série qu'il met lui-même en couleur. Il livre ensuite un dernier tome de L'Esprit de Warren, et colorise les deux premiers volumes des Guerriers du silence, adaptation par sa compagne Algésiras du space opera romanesque homonyme écrit par Pierre Bordage.
Après une pause de plusieurs années, Servain, qui a quitté Delcourt, revient à la bande dessinée avec Le Livre de Skell, diptyque d'heroic fantasy écrit par Valérie Mangin (2012-2013), puis Holly Ann, série policière écrite par Kid Toussaint située dans la Louisiane de la fin du XIXe siècle (2015-2017).

## Style
Servain est selon Patrick Gaumer un des « très bons dessinateurs réalistes de la bande dessinée contemporaine ».
Ses références se trouvent aussi bien du côté de Philip K. Dick, Isaac Asimov, Dan Simmons ou J. R. R. Tolkien pour la littérature, que de celui de Ridley Scott ou Steven Spielberg pour le cinéma, dont il est un grand amateur. En matière de bande dessinée, il admire le grand maître du noir et blanc espagnol qu'est Alfonso Font ; Jean Giraud, Cosey, Franz ou Hermann.[réf. nécessaire]
Féru d’informatique, il modélise en trois dimensions certains des décors de ses premiers albums et se sert d'un rendu filaire comme base de perspective à son dessin. Cela lui permet de jouer avec les cadrages et les angles de vue.
Il aime que les personnages soient le cœur de l'histoire qu'il raconte, que leurs interactions soient la source du scénario. La couleur sur laquelle il aime le plus travailler en tant que coloriste est le bleu.[réf. nécessaire]

## Principales publications
Sur chacune de ces séries, Servain est le dessinateur et son collaborateur le scénariste.
- Le Traque mémoire (avec Christophe Gibelin, Delcourt, coll. « Néopolis », 2 vol., 1993-1994.
- L'Esprit de Warren (avec Luc Brunschwig), Delcourt, coll. « Sang Froid) », 4 vol., 1996-2005.
- L'Histoire de Siloë (avec Serge Le Tendre), Delcourt, coll. « Neopolis », 3 vol., 2000-2019.
- Le Livre de Skell (avec Valérie Mangin), Quadrants, 2 vol., 2012-2013.
- Holly Ann (avec Kid Toussaint), Casterman, 4 vol., 2015-2018.
- Ulysse & Cyrano (Avec Xavier Dorison et Antoine Cristau) , Casterman, 1 vol., 2024.